# Brian Barton
Pour les articles homonymes, voir Barton.
Brian Deon Barton (né le 25 avril 1982 à Los Angeles, Californie, États-Unis) est un ancien joueur de champ extérieur de la Ligue majeure de baseball.

## Carrière
Brian Barton est repêché en juin 2000 par un club de la Ligue majeure de baseball, les Dodgers de Los Angeles, qui le réclament au 38e tour de sélection alors qu'il est toujours étudiant à l'école secondaire. Il ne signe toutefois pas de contrat avec les Dodgers et évolue au cours des années suivantes pour les Lions de l'université Loyola Marymount et les Hurricanes de l'université de Miami. Entré à Loyola Marymount grâce à une bourse sportive, il joue peu et est surtout utilisé comme coureur suppléant. Insatisfait au bout d'un an, il sollicite l'université de Miami, se présentant en personne pour obtenir un poste chez les Hurricanes lorsque ses messages restent sans réponse, et parvient à faire transférer sa bourse d'études à sa nouvelle institution scolaire.
Barton est diplômé en ingénierie et technologie spatiale de l'université de Miami.
Il signe son premier contrat professionnel en 2005 avec les Indians de Cleveland et joue dans les ligues mineures avec leurs clubs affiliés jusqu'au niveau Triple-A, qu'il atteint en 2007.
Le 6 décembre 2007, les Cardinals de Saint-Louis paient aux Indians les 50 000 dollars requis pour faire son acquisition à l'annuel repêchage de la règle 5 et Barton fait ses débuts dans le baseball majeur le 1er avril 2008. Il dispute 82 matchs des Cardinals cette année-là.
Le 20 avril 2009, Saint-Louis échange Barton aux Braves d'Atlanta contre le lanceur de relève droitier Blaine Boyer. Barton ne joue qu'un match pour les Braves, son dernier dans les majeures le 3 juin 2009, alors qu'il fait une apparition comme coureur suppléant et est retiré en tentative de vol.
Brian Barton a joué dans 83 matchs des majeures. Il compte 41 coups sûrs, dont 9 doubles, deux triples et deux coups de circuit, en plus de 3 buts volés, 23 points marqués et 13 points produits. Sa moyenne au bâton s'élève à ,268 et son pourcentage de présence sur les buts à ,354.